# Xylocopa torrida
Xylocopa torrida là một loài Hymenoptera trong họ Apidae. Loài này được Westwood mô tả khoa học năm 1838.